# Луїс Герардо Чавес
Луїс Герардо Чавес Магальйон (ісп. Luis Gerardo Chávez Magallón, нар. 15 січня 1996, Халіско) — мексиканський футболіст, півзахисник московського «Динамо» і національної збірної Мексики.

## Клубна кар'єра
Народився 15 січня 1996 року. Вихованець футбольної школи клубу «Тіхуана». Дорослу футбольну кар'єру розпочав 2013 року в основній команді того ж клубу, в якій провів шість сезонів, взявши участь у 71 матчі чемпіонату. 
До складу «Пачуки» приєднався 2019 року.
У серпні 2023 року перейшов до московського «Динамо», з яким підписав п'ятирічний контракт.

## Виступи за збірну
Навесні 2022 року дебютував в офіційних матчах у складі національної збірної Мексики. Восени того ж року був включений до її заявки на тогорічний чемпіонат світу в Катарі.

## Титули і досягнення
- Чемпіон Мексики (Клаусура) (1):

«Пачука»: 2022–23
- Володар Золотого кубка КОНКАКАФ (1):

Збірна Мексики з футболу:  2023, 2025